# Japanagromyza sikandraensis
Japanagromyza sikandraensis är en tvåvingeart som beskrevs av Garg 1971. Japanagromyza sikandraensis ingår i släktet Japanagromyza och familjen minerarflugor. Inga underarter finns listade i Catalogue of Life.